# Лавослав Ружичка
Лавослав (Леополд) Ружичка (Вуковар, 13. септембар 1887 — Мамерн, 26. септембар 1976) био је југословенско-швајцарски научник, чешког порекла. Носилац је осам почасних доктората — четири за науку, два за медицину, и по једног за природне науке и право. Године 1939. године постао је добитник Нобелове награде за хемију.

## Младост и образовање
Ружичка је рођен 1887. године у Вуковару (у то време део Аустроугарске). Потиче из сељачко-занатлијске породице чешког порекла.
Похађао је гимназију у Осијеку. По завршетку гимназије определио се за технику. Уписао је хемију, вероватно због тога што се надао послу у тада новоотвореној рафинерији шећера у Осијеку.
Због тешке свакодневице и политичке нестабилности, одлази на Високу техничку школу у Карлсруеу у Немачку. Био је добар студент у подручјима које је волео и за које је мислио да ће му бити потребни у будућности, као нпр. органска хемија.
Тамо је Ружичка успоставио успешну сарадњу с Херманом Штаудингером. Радећи с њим 1910. године добија диплому и са Шаудингером одлази у Цирих и постаје његов асистент.

## Рад и истраживање
Ружичкини први радови били су из подручја природних спојева. Цео свој живот остао је на том подручју. Проучавао је структуре активних компонената биљке Pyrethrum cinerariifolium далматинског бухача. Радећи, дошао је у додир са хемијом тарпена — веома интересантног за индустрију парфема. Намеравао је започети самостална истраживања, и успоставио је успешну и продуктивну сарадњу са компанијом у Женеви.
Године 1916 — 1917. добија подршку највећег светског произвођача парфема Харман & Рајмер из Холзминдена у Немачкој. Због знања из подручја тарпена, 1918. године постаје ванредни професор, а 1923. и почасни професор на ETH-у универзитета у Цириху. Београдске општинске новине су 1940. године писале да "наш земљак" Ружичка, који је добио тада Нобелову награду, није могао да добије место на Универзитетима у Загребу и Београду.
Године 1921. Ружичка се придружује женевским произвођачима парфема. Радећи тамо стиче финансијску стабилност, и из Цириха одлази у Базел. Године 1927. постаје професор органске хемије на универзитету у Утрехту у Низоземској. Тамо остаје три године, а касније се поново враћа у Швајцарску, где постаје водећи стручњак на подручју хемијске индустрије.
Поново је у Цириху, на "ETH"-у и постаје професор органске хемије и почиње најплодније раздобље своје каријере. Проширује подручја својих истраживања, додајући хемији тарпен и стероиде. Након успешне синтезе полних хормона (андростерона и тестостерона), његова лабораторија постаје водећа на пољу органске хемије.
Године 1939. осваја заједно са Адолфом Бутендандом Нобелову награду за хемију. За време Другог светског рата, неки од његових најбољих сарадника одлазе, но Ружичка доводи у своју лабораторију нове, младе и обећавајуће научнике, међу којима је и Владимира Прелога.
Окренуо се проучавању нових подручја: биохемије; проблемима еволуције и настанка живота, а посебно биогенезе тарпена. Године 1957. Ружичка одлази у пензију, и своју лабораторију оставља Владимиру Прелогу.
Ружичка се значајно посветио проблемима едукације. Инсистирао је на бољој организацији академског образовања и научног рада у СФРЈ, те је успоставио Швајцарско-југословенско друштво. Такође је постао и почасни члан тадашње Југословенске академије наука и уметности у Загребу. У Швајцарској је основана награда „Ружичка“ за младе научнике који раде у Швајцарској. У родном Вуковару је њему у част отворен музеј (1977) који је уништен 1991. године.

## Одабране награде
- Nobel Prize for chemistry (1939)
- Werner Medal of the Swiss Chemical Society (1923)
- Le Blanc Medal of the French Chemical Society (1928)
- Pedler Medal awarded by the British Chemical Society (1931)
- Lavoisier Medal of the French Chemical Society (1937)
- Faraday Medal of the British Chemical Society (1958)
- Hanuš Medal of the Czechoslovakian Chemical Society (1966)